# Mexican Mafia
Mexican Mafia (auch MM oder La Eme genannt) ist eine der größten Gefängnisgangs der USA. Sie wurde in den 1950ern von Mitgliedern mexikanischer Straßengangs im Gefängnis von Tracy im US-Bundesstaat Kalifornien gegründet. Im Laufe der Zeit stieg sie zu einem der größten Drogenhändler innerhalb der US-amerikanischen Haftanstalten auf und versucht ebenfalls den Drogenhandel außerhalb der Gefängnisse unter ihre Kontrolle zu bringen.
Die amerikanischen Bundesbehörden schätzen, dass die Mexican Mafia heute ca. 30.000 feste Mitglieder hat, die über die ganze USA verstreut in Gefängnissen und auf der Straße die Kriminalität unter ihrer Vorherrschaft haben, vor allem in Südkalifornien und Texas. Als mehr als dreifach so hoch schätzen die Behörden die Zahl der Halbmitglieder, Aspiranten, die im Auftrag der Mexican Mafia Drogen verkaufen und Morde begehen.
Um in die MM aufgenommen zu werden oder ein Mitglied umzubringen, bedarf es der Zustimmung dreier Vollmitglieder. Mitglieder müssen sich vor allem an vier Regeln halten, die bei Nichtbeachtung den Tod zur Folge haben: Sie dürfen niemals die Polizei informieren, sie dürfen nicht homosexuell sein, sie dürfen nie Angst zeigen und sie dürfen kein anderes Mitglied respektlos behandeln.
Die Mexican Mafia gehört zu den Sureños und wird von zwei Anführern geleitet, der eine von einer Maravilla-Gang aus East Los Angeles, der andere von den Black Angels aus dem San Bernardino County.
Die Mexican Mafia unterhält enge Beziehungen zur Gefängnisgang der Aryan Brotherhood und mordet bisweilen für sie.